# Reformationsdeutungs-Streit
Als Reformationsdeutungs-Streit wird die Zuspitzung des seit längerem schwelenden Dissenses über Verständnis, Deutung sowie historische Einordnung der Reformation unter den evangelischen Theologen bezeichnet.
Die Anfänge sind, damals eher schwelend, zwischen dem Heidelberger Theologen Gottfried Seebaß und dem Göttinger Bernd Moeller zu verorten. In der folgenden Forschergeneration wird der Konflikt mittlerweile offen zwischen ihren Schülern ausgetragen, wobei Kritik mit polemischer Schärfe vor allem vom Göttinger Theologen Thomas Kaufmann gegen den heute in Yale lehrenden Volker Leppin vorgetragen wurde. So können mehrere Publikationen von Kaufmann als Ausweitung des Streits um die Deutungshoheit über die Reformation gewertet werden.

## Standpunkte

### Volker Leppin
Leppin stellt in seiner erstmals 2006 erschienenen Luther-Biographie das Handeln und Denken Luthers in die Tradition des Mittelalters, dessen geistiges Kind der Reformator gewesen sei. Dabei werden vor allem die mystischen Wurzeln beleuchtet und Verbindungen zu der Lehre von Johannes Tauler sowie Parallelen zu seinem Lehrmeister Johann von Staupitz gezogen. 2016 präzisierte und verschärfte Leppin, damals Professor in Tübingen, sein Verständnis von Luthers „mystischen Wurzeln“ in seinem Werk „Die fremde Reformation: Luthers mystische Wurzeln“.
Die von Leppin als Gegenentwurf zum klassischen Reformationsverständnis entfaltete Deutung wird von ihm selbst als „Transformation“ mittelalterlicher Elemente durch Luther bezeichnet. Von Leppin wird Luthers Wirken nicht, wie in der traditionellen Lesart, als scharfer Bruch mit dem Mittelalter gedeutet, sondern vielmehr die Kontinuität betont. In letzter Konsequenz wird geschlussfolgert, dass die Kraft, durch die die Reformation ihre Geschwindigkeit aufnahm, weniger aus Luthers Wirken und mehr aus der bereits bestehenden „Spannungsenergie“ des Spätmittelalters geschöpft worden sei.
Als Spannungsfelder werden dabei folgende Polaritäten genannt:
- Äußerlichkeit – Innerlichkeit
- Zentralität – Dezentralität
- Klerus – Laienengagement

„Spannungsenergie“ wurde laut Leppin vor allem dadurch aufgebaut, dass die damalige Kirche Äußerlichkeit mit Bußwerken als auch Zentralität mit dem Vatikan identifizierte und Laienengagement strikt unterband.

### Moeller/Kaufmann
Das Göttinger Gegenstück zur „Transformationsthese“ ist die klassische „Umbruchsthese“, bei der ein radikaler Bruch Luthers mit dem Mittelalter in all seiner Konsequenz postuliert wird. Dadurch wird die Reformation als Umbruch des Mittelalters zur Frühen Neuzeit gedeutet und Martin Luther selbst als großer Reformator und entscheidender, innovativer Akteur verstanden. Aus dieser Warte wirft Kaufmann Leppin vor, Luther durch die Transformationsthese zu schrumpfen: „… zum Schrumpfgermanen taugt er nicht.“
Kaufmanns Umbruchsthese wird vor allem in seiner eigenen Luther-Biographie entfaltet.

## Austragung des Streits
Schwelte der Streit lange ausschließlich im akademischen Rahmen und führte lediglich zu Debatten und Zerwürfnissen allein im universitären Kontext, so erreichte die grundlegende Spaltung der kirchengeschichtlichen Fachwelt in dieser Frage 2016 auch die breitere Öffentlichkeit. Denn daran, wie man die Reformation begreift, hängt für manche Protestanten bis heute wesentlich das kulturelle Selbstverständnis.
In Hinblick auf das damals bevorstehende 500-Jährige Lutherjubiläum 2017 weitete sich die zunächst rein akademische Debatte zu einem Kampf um die Deutungshoheit der Reformation aus. Die EKD bezog bisher keine Stellung.
Bezeichnend in der Streitführung ist die sofortige, heftige Reaktion Kaufmanns auf jegliche transformationsthesen-freundliche Publikation. So bezeichnet er bereits in seiner Rezension zu Leppins 2006 erschienenen Luther-Biographie das Werk als „wissenschaftlich ungenügend“ und „selbst den Laien enttäuschend“. Da Kaufmann nicht wusste, dass der ihm persönlich noch unbekannte Leppin als eher heiter gestimmt gilt, nannte er ihn einen „tragischen Tübinger Ritter“.
Gekontert wurde dies von Tübinger Seite allerdings nicht direkt und nicht mit solcher Polemik. Die indirekten Spitzen gen Göttingen sind aber wohlplatziert. So beginnt das Vorwort von Leppins „Die fremde Reformation“ mit einem Seitenhieb auf den vermeintlich heroisierenden Effekt der „Umbruchsthese“ auf die Person Martin Luther und parodiert diesen in Anlehnung an Joh 1,1: „Am Anfang war … Luther? Wohl kaum – und der Reformator Martin Luther selbst hätte dies schon gar nicht behaupten wollen.“